# Hypotrichomonadida
Hypotrichomonadida es un orden de protistas anaerobios, la mayoría parásitos o simbiontes de animales, incluido en Parabasalia. Se caracterizan por presentar una membrana ondulante lameliforme soportada por cuatro flagelos con un solo axonema flagelar. En el interior de la célula y paralelo a dicha membrana disponen de un haz de microtúbulos que da rigided a la célula y soporta la membrana, denominado costa, que en este caso es de tipo A. Presentan una estructura de tipo peine pero sin cuerpo infracinetosomial, cuerpo parabasal birramo y axostilo de tipo Trichomonas.